# Insolación (historia amorosa)
Insolación (historia amorosa) es una novela escrita por Emilia Pardo Bazán y publicada en 1889. En ella, la autora se aleja de las premisas del naturalismo que la habían caracterizado en su obra magna, Los pazos de Ulloa, y se centra más en el estudio psicológico de los personajes, empleando para ello una inusitada y compleja técnica narrativa que la acerca a la narración espiritualista. Es notable en esta novela el marcado feminismo y la puesta en duda de los valores morales y la doble vara de medir de la sociedad de la época, a través de la historia de la aventura sexual de una viuda con un hombre más joven que ella.

## Argumento
La acción comienza in medias res y será introducida por el narrador en el primer capítulo. En él, se nos cuenta cómo la protagonista, Asís Taboada, Marquesa de Andrade, sufre una fuerte jaqueca producida por una resaca etílica. El fluir de sus pensamientos constituyen el grueso de la narración durante la primera parte de la novela.  Así descubrimos que la joven viuda se encuentra por casualidad, el día de san Isidro, con el apuesto gaditano Diego Pacheco, al que apenas conoce más que por sus malas referencias (seductor y calavera), quien la invita a pasar el día en la feria del patrón madrileño; San Isidro. Dicha feria es la causa de la insolación de la protagonista, que no es sólo un síntoma físico, sino que se ve agravada por la vergüenza de saberse seducida por Pacheco.
El lector asiste al debate interno de la marquesa de Andrade; el enfrentamiento entre la moral de la época, que condena los deslices y su propio deseo, hasta el sorprendente final, en el que Asís, en lugar de caer en desgracia (como era común en los personajes femeninos de la época que tomaban las riendas de su vida sexual) acaba felizmente casada.
A pesar de su subtítulo, Insolación no es una historia de amor al uso sino la superación de la feminización romántica de lo literario; el matrimonio al final de la novela no es el medio por el cual se realiza el destino de la mujer, sino un sacrificio necesario para poder llevar a cabo su verdadero destino: el disfrute físico.

## Personajes
La novela se desarrolla en torno a tres personajes principales:
- Asís Taboada, marquesa de Andrade

Joven viuda, respetada y piadosa; huérfana de madre desde su infancia, Asís se cría en un ambiente acomodado hasta su matrimonio con el marqués de Andrade, mucho mayor que ella y de quien pronto enviuda. En la propia novela se dice de ella que "era una dama formal, respetable... y que ni el mundo ni Dios tenían por qué volverle la espalda". En el terreno amoroso, se explica que hasta el inicio de la novela solo había gozado de un "sentimiento apacible, exento de esas divinas locuras que abrasan el alma y dan a la existencia sentido nuevo" (es decir, el deseo físico que descubrirá con Diego Pacheco y que es el núcleo de la novela).
- Diego Pacheco

Joven gaditano, seductor y jactancioso, del que Asís se enamora. Claramente, Pardo Bazán quiso establecer dos personalidades muy opuestas al describir a los protagonistas de la intriga amorosa. De él, dice otro personaje: "calaverón de tomo y lomo, decente y caballero, sí, pero aventurero y gracioso como nadie, muy gastador y muy tronera, de quien su padre no podía hacer bueno, ni traerle al camino de la formalidad y del sentido práctico, pues lo único para que hasta la fecha servía era para trastornar la cabeza de las mujeres", cosa que el propio Pacheco no desmiente, aunque se muestra dispuesto a cambiar.
- Gabriel Pardo

Amigo de Asís, del que los otros personajes consideran pretendiente; asiduo a las tertulias de buena sociedad, donde juega el papel de nihilista, provocador moderado, casi feminista, "muy estrafalario y bastante pernicioso en sus ideas, que a veces sostiene con gran calor y terquedad". Su rol en la novela es fundamental de dos maneras diferentes: cuando Asís, aun sin atreverse a confesarle su aventura con Pacheco, le hace partícipe de sus dudas morales, Pardo le ayuda a disiparlas con sus argumentos habituales (doble rasero de mediar para hombres y mujeres, injusticia de la ética convencional, etc.), siendo el desencadenante de la caída de la joven viuda. Por otro lado, tras esa conversación, Pardo se aleja reflexionando para sí:

Me ha engañado la viuda... Yo que la creía una señora impecable. Un apabullo como
otro cualquiera. No he mirado las iniciales del tarjetero: serían... ¡vaya usted a saber! Porque en realidad, ni nadie murmura de ella, ni veo a su alrededor persona que... En fin, cosas que suceden en la vida: chascos que uno se lleva. Cuando pienso que a veces se me pasaba por la cabeza decirle algo formal...

De esta manera, Pardo representa al conjunto de la sociedad patriarcal y de los hombres progresistas, dispuestos a apoyar la causa feminista sólo de palabra, pero no cuando les afecta ellos.

## Género
Llama la atención en esta novela la ausencia de elementos naturalistas que habían caracterizado la narrativa anterior de la autora. Por el contrario, puede considerarse como una novela iniciadora de elementos espiritualistas dentro del sostenido realismo de Pardo Bazán. Se trata de una tendencia que guiará sus producciones de finales del siglo (como las de Clarín y Galdós), entendida en este caso como una atención primordial a la psique de los personajes, sin que por ello descuide la pintura de los ambientes ni otros aspectos del arte novelístico. Esto puede deberse a su estudio teórico de la literatura rusa, inmediatamente anterior a la escritura de Insolación.

## Estilo
El estilo de la novela es complejo e innovador. Aunque existe un narrador en tercera persona, este cede su voz a la propia Asís durante los primeros siete capítulos, dando rienda suelta a un monólogo interior. Incluso cuando el narrador omnisciente toma la palabra, no se muestra objetivo ni imparcial, ya que se introducen, aquí y allí, diversos comentarios sobre la conducta moral de la protagonista. Parece obvio que Pardo Bazán no buscó la impersonalidad objetiva en su relato.
El uso del espacio es también llamativo y altamente simbólico. La novela da comienzo y termina en la alcoba de Asís. Al inicio Asís está sola, se siente enferma y avergonzada; al terminar, está con Pacheco y se siente feliz y enamorada. La soledad inicial se contrapone a la compañía final, la cual es resultado del proceso narrativo, pero el espacio de ambas es el mismo. También el dolor del principio se contrapone al bienestar del final, pero la causa de ambos es la misma: el deseo de Asís por Pacheco; al inicio, negado, al final, aceptado.

## Publicación y acogida
Si ciertamente en la actualidad hemos asistido a una revalorización de esta novela por parte de la crítica, la reacción fue muy contraria cuando se publicó por primera vez en 1888. Sufrió un rechazo absoluto de los expertos literarios, que recurrieron para ello a argumentos sexistas relacionados con la falta de decoro de la protagonista, una dama que, además, pertenecía a la aristocracia. Dos escritores altamente valorados en su época, Pereda y Clarín, critican tanto la novela como a su autora. En la crítica de este último existe una profunda carga moral y sexista que, cuando menos, sorprende que proceda de un escritor tan anticlerical. Así, con su inigualable ironía, sostiene que Insolación ocupa un lugar intermedio entre la obra pornográfica y la artística.
Hoy la crítica ha tendido a valorarla no solo desde la vertiente estético-literaria, sino también y sobre todo por el análisis psicológico que ofrece y la tesis vindicativa de género que plantea.

### Lacuestión femenina
La crítica de las normas de la sociedad y de las expectativas de la mujer es evidente en la novela y podemos ver una clara visión feminista de la sociedad. El tema fundamental es la evolución íntima de Asís, el nacimiento de su pasión amorosa, que a su vez tiene su origen en la atracción física que siente la protagonista hacia Diego Pacheco. Pese a los comentarios censurables de la voz narrativa, el desarrollo de la acción viene a confirmar el derecho de Asís a hacer lo que le dicta su deseo, sin dejarse someter por las convenciones sociales, así como su derecho a equivocarse también. Pues el final abierto no deja entrever si Diego finalmente se casará, si resultará un buen o mal esposo y padre… Un final inconcluso muy acorde con el modelo de novela rupturista que se propuso crear la escritora.
La decisión final de Asís, de no esconderse del mundo y declarar su pasión por Pacheco supone un enfrentamiento radical con los prejuicios sociales. El atrevimiento de Asís y de la autora, sus posturas rupturistas son un desafío social en pro de la liberación y la autonomía. Y sus desacatos, una valentía de ambas como mujeres.